# カーシー・ラーオ・ホールカル
カーシー・ラーオ・ホールカル（Kashi Rao Holkar, 1767年4月以前 - 1806年）は、インドのマラーター同盟、ホールカル家の当主（在位：1797年 - 1799年）。

## 生涯
トゥコージー・ラーオ・ホールカルとアヒリヤー・バーイー・ホールカルの息子であるカーシー・ラーオは、1797年1月29日に父親から当主位をプネーで譲り受けた。
だが、彼は障害と姦淫癖があり統治者としては不適格だったため、民衆や兵士から嫌われ、彼の優秀な弟マルハール・ラーオ・ホールカルを推す声が多かった。彼は弟のヤシュワント・ラーオ・ホールカルとヴィトージー・ラーオ・ホールカルの支持も得、彼らもまた彼が指導者として統治するべきだと考えていた。
カーシー・ラーオは危機に陥り、シンディア家の当主ダウラト・ラーオ・シンディアと手を結ぶことにした。シンディア家にとってもまた、北インドにおけるホールカル家の勢力増長は悩ましい話だったので、彼が50万ルピーを支払うことで合意した。
同年9月24日、ダウラト・ラーオの軍がマルハール・ラーオ・ホールカルをプネーで攻撃し、彼を殺害した。また、マルハール・ラーオの妊娠中の妻はプネーに抑留された。
しかし、ヤシュワント・ラーオとヴィトージー・ラーオはプネーを逃げることに成功し、前者はナーグプルへ、後者はコールハープルへとそれぞれ逃げた。ダウラト・ラーオはナーグプル候ラグージー・ボーンスレー2世にヤシュワント・ラーオの逮捕を要請し、1798年2月20日に捕えられた。
とはいえ、同年4月6日にヤシュワント・ラーオは再び逃げ、1799年1月にはマヘーシュワルでカーシー・ラーオの廃位を宣言した。
その後、1801年8月にカーシー・ラーオ・ホールカルは和解のために本国へ戻ったが、9月にシンディア家に加わったため、逮捕されたのちにアシールガルへ投獄された。
1808年、カーシー・ラーオは乱闘によって死亡したとなっているが、幽閉中に暗殺されたと考えられる。